# Kalmarkrigen
Kalmarkrigen var en krig udkæmpet mellem Danmark og Sverige i årene 1611–13 på grund af Sveriges forsøg på at bryde Danmarks monopol på handelen med Rusland og uenigheder om Finmarks fremtidige statslige tilhørsforhold. Den var sidste gang Danmark forsøgte at underlægge sig Sverige og dermed genetablere Kalmarunionen. I løbet af krigen forsøgte Christian 4. både at erobre Småland og gennemførte det sidste danske forsøg på at erobre Stockholm, men krigen endte trods et generelt dansk overtag uden svenske territoriale afståelser.

## Baggrund
Årsagen til krigen var grænsetvistigheder i Lapland og strid om flådeherredømmet i Østersøen. Begge Nordens konger, Christian 4. og Karl 9. af Sverige, var stemt for at afgøre uenighederne med våben, og det nyttede derfor kun lidt, at både det danske og det svenske rigsråd ønskede at bevare freden.

## Krigen begynder
Efter at være stærkt provokeret af Karl 9. sendte Christian 4. den 4. april 1611 et fejdebrev over grænsen. Christian 4. havde tænkt at falde ind i Sverige med to hære og gennemføre et knibtangsangreb mod Småland. En under rigsmarsk Steen Maltesen Sehested, skulle fra Halland falde ind i Vestergötland for at ødelægge det nyanlagte Göteborg og trænge frem til Smålands hovedby Jönköping, mens en anden styrke under kongen selv skulle gå mod Kalmar. Da kongen havde uheld med sine hvervninger i Nordtyskland, kom kun den sidste plan til udførelse.
Den 2. maj stod kongen foran Kalmar, der blev forsvaret af Pehr Mikkelsson Hammarsköld. Efter 3 ugers belejring var volden skudt i stykker, og natten mellem den 26. og den 27. maj stormede danskerne. To gange slog svenskerne angriberne tilbage, men tredje gang lykkedes det styrker under Palle Rosenkrans fra Glimminge at bryde igennem og indtage byen. Slottet holdt sig dog endnu, og snart efter kom Karl 9. og den 16-årige kronprins Gustaf Adolf med en hær, der var den danske betydelig overlegen. Stillingen blev meget vanskelig, og Christian 4. forlod personlig Kalmar for at hente hjælp.

## Kristianopel hærges
Imens lykkedes det Gustaf Adolf at overrumple besætningen i fæstningen Kristianopel i Blekinge og hugge den ned.

## Danmark får overtaget
I juli vendte kongen tilbage til Kalmar og medbragte forstærkninger under feltmarskal Gert Rantzau, men Karl 9. fik en endnu større hjælp af sin rigsmarsk, og den svenske flåde under Hans Bjelkenstjerna forjog en tid den danske blokadeeskadre. Under disse forhold søgte Karl 9. en afgørelse og angreb 17. juli den danske lejr både forfra og i ryggen ved udfald fra slottet. Efter en blodig og hårdnakket kamp, hvor lykken flere gange skiftede, vandt danskerne sejr, takket være kongens mod og feltherreevner. Da Christian 4. umiddelbart efter fik forstærkninger, trak Karl 9. sig længere tilbage, og den ny slotsherre på Kalmar slot, Christer Somme, overgav slottet den 3. august.

## Karl 9. dør, krigen fortsætter
Hen på efteråret kom det endnu til nogle uafgørende kampe nord for Kalmar. Så lagde Christian 4. en stærk garnision i byen og drog hjem med den øvrige hær. Den 30. oktober døde Karl 9., og den 26. december blev Gustaf Adolf Sveriges konge. Krigen blev fortsat.

## Krigen forbitres
Christian 4. faldt i januar 1612 ind i Vestergötland og trængte frem til Skara, der blev brændt ned, mens Gert Rantzaus styrker hærgede i Småland. For at hævne dette faldt Gustaf Adolf ind i Skåne og hærgede og brændte der. Ikke mindre end 24 kirkesogne samt købstaden Væ blev plyndret og brændt. Kong Christian 4. opfordrede derefter de overlevende mennesker i Væ til at bosætte sig i den projekterede fæstningsby Christianstad, som skulle blive en lås for Skåne. Ved udtoget blev Gustaf Adolf den 11. februar angrebet af en langt ringere dansk styrke under ledelse af Breide Rantzau og den skånske adelsmand Anders Stensen Bille ved Vidtsø (svensk: Vittsjö) i Gjönge Herred. Den nye svenskekonge undslap med nød og næppe med livet i behold. Hans tropper blev splittet ad, og selv kom han i livsfare, da isen brast under ham på flugten. De danske var meget stolte over denne sejr, og den fremstilledes senere af Karel van Mander II på tapeter i riddersalen på Frederiksborg slot.
Senere faldt svenskerne ind i Halland og brændte Varberg by. Christian 4. ilede byen til hjælp med en lille rytterstyrke og angreb den langt overlegne svenske hær på Skællinge hede. Angrebet blev afvist, og de danske tropper måtte trække sig tilbage.

## Elfsborg erobres
Hen på sommeren ville Christian 4. rykke dybere ind i Sverige mod Jönköping med to hære, en under Gert Rantzau fra Kalmar og en anden under ham selv fra Halland. Kongen erobrede Elfsborg (svensk Älvsborg) den 24. maj 1612, men da han senere nærmede sig Jönköping, fik han at vide, at Gert Rantzau var vendt tilbage til Kalmar på grund af mytteri blandt tropperne og mangel på proviant. Christian 4. måtte da også vende om. Han opgav angrebet til lands, gik om bord på flåden, søgte forgæves kamp med den svenske flåde i Østersøen og forfulgte den ind i Stockholms skærgård lige til Vaxholm, hvor solide egetræsspærringer blokerede for et forsøg på at indtage byen og erobre de svenske krigsskibe.
Øland og Borgholm blev erobret af danskerne, men blev generobret af Gustav Adolf den 7. oktober. I 1612 blev Øland atter erobret af danskerne.

## Kampe i Norge
I Norge var kampene uden større betydning, men nærmest uheldige for nordmændene: Jämtland blev således erobret af svenskerne i 1611. Da al adgang til Vesterhavet var spærret, efter at Elfsborg var taget, forsøgte nogle af Sverige hvervede skotske lejesoldater at bane sig vej gennem Norge ved et angreb i Gudbrandsdalen i sensommeren 1612, en afdeling af dem blev hugget ned af norske bønder i slaget ved Kringen, og en af skotternes førere, kaptajn George Sinclair, blev dræbt, en i militær henseende temmelig betydningsløs begivenhed, som dog Edvard Storms digt »Hr. Sinclair drog over salten Hav« senere gjorde navnkundig.

## Freden i Knærød
England og Nederlandene, der begge havde en stor skibsfart og handel i Østersøen pressede på for at få bragt krigen til ophør inden, at danskerne vandt en afgørende sejr. Da Christian 4. samtidig var løbet tør for penge og havde opgivet håbet om at vinde mere ved krigen, begyndte i november 1612 under engelsk mægling fredsforhandlinger, der endte med Freden i Knærød den 20. januar 1613. Resultatet af krigen var, at Danmarks stilling som den førende stat i Norden blev slået fast. Sverige måtte opgive sine uretmæssige fordringer på land i det nordlige Norge, tillade Danmark at føre tre kroner i rigsvåbenet, anerkende den gensidige toldfrihed i Østersøen og betale 1 million rigsdaler i krigsomkostninger. Indtil krigsskadeserstatningen var betalt skulle Danmark beholde Elfsborg fæstning og det tilhørende len med bl.a. Gøteborg. Christian 4. havde håbet, at svenskerne ikke kunne betale den store erstatning, og at han dermed kunne beholde området og få lukket Sverige ude fra Kattegat. Takket være god organisation og stor offervilje fra den svenske kirke og adel lykkedes det dog Sverige at betale beløbet.